# Strefa konwektywna
Strefa konwektywna – obszar wnętrza gwiazdy, w którym transport energii odbywa się nie tylko przez promieniowanie, ale także przez konwekcję. Występowanie konwekcji powoduje mieszanie materii gwiazdy i znacznie zwiększa pionowy transport energii. Obszar gwiazdy, w którym występuje konwekcja, jest zależny od masy gwiazdy i etapu ewolucyjnego.
Obszar gwiazdy nie będący strefą konwektywną jest strefą promienistą.

## Omówienie
W gwiazdach występuje przenoszenie energii z ich gorącego wnętrza ku powierzchni, spadająca wraz z wysokością temperatura powoduje przenoszenie energii cieplnej przez promieniowanie, które może być wystarczające do odprowadzenia energii. Jeżeli promieniowanie nie jest wystarczające do odprowadzenia energii, to wewnętrzne warstwy stają się na tyle cieplejsze, że nie są w stanie równowagi hydrodynamicznej i następuje unoszenie ich części w górę. Konwekcja występuje, kiedy gradient temperatury w warstwie przekracza gradient adiabatyczny. Konwekcja powoduje mieszanie materii, ujednolicając skład chemiczny warstwy, a jednocześnie transportując pierwiastki wytworzone w głębi gwiazdy w kierunku jej powierzchni, co umożliwia ich wykrycie w drodze obserwacji spektroskopowych.

## Gwiazdy ciągu głównego

Schematyczne przedstawienie obszarów konwektywnych (czarne pętle) w gwiazdach ciągu głównego o różnej masie

### Słońce

Strefy – konwektywna i promienista – na przykładzie budowy Słońca

W Słońcu konwekcja występuje w zewnętrznej warstwie otoczki, podczas gdy głębsze warstwy gwiazdy są zdominowane przez transport promienisty. Wprawdzie grubość strefy konwektywnej Słońca to aż 1,81×105 km (0,26 R☉), ale ze względu na mniejszą gęstość materii niż w głębszej strefie promienistej, ruch konwekcyjny miesza mniej niż 1,7% masy Słońca. Zewnętrzna powierzchnia warstwy konwektywnej jest dostępna bezpośrednim obserwacjom jako fotosfera, a komórki konwekcyjne istniejące w tej warstwie uwidaczniają się w postaci granulacji powierzchni i supergranulacji, widocznej w pomiarach dopplerowskich. Badanie głębszych obszarów Słońca, w tym spodu strefy konwektywnej, jest możliwe dzięki heliosejsmologii. Przypuszcza się, że to na granicy między jednolicie rotującą strefą promienistą a podlegającą rotacji różnicowej warstwą konwektywną, w tzw. tachoklinie, ma miejsce generacja pola magnetycznego Słońca przez mechanizm dynama magnetohydrodynamicznego. Ponadto ruchy plazmy o mniejszej skali tworzą lokalne pola magnetyczne o własnych biegunach, przejawiające się na powierzchni Słońca w postaci zjawisk takich jak plamy słoneczne i pochodnie fotosferyczne.
Warunki w strefie konwektywnej znacznie się zmieniają z głębokością: temperatura maleje od ok. 2 mln K u spodu do zaledwie 5700 K na powierzchni, a gęstość od 200 kg/m3 do 0,2 g/m3. Wraz ze spadkiem temperatury niektóre cięższe jony są w stanie utrzymać więcej elektronów; wskutek tego już u dołu warstwy przezroczystość materii maleje w porównaniu ze strefą promienistą, przez co ciepło jest zatrzymywane i pojawia się niestabilność, która prowadzi do zainicjowania konwekcji.

### Gwiazdy o małej masie

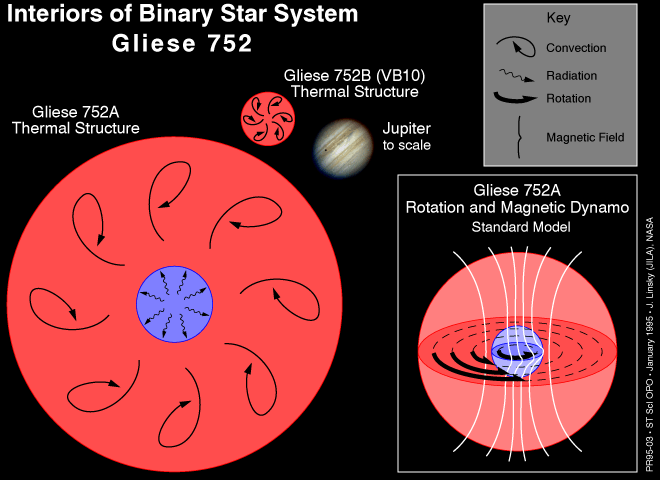
Budowa czerwonych karłów o różnych rozmiarach, z ilustracją mechanizmu dynama wewnątrz większego karła

W gwiazdach o mniejszych masach występują względnie grubsze warstwy podlegające konwekcji. W szczególności czerwone karły o dostatecznie małej masie (<0,4 M☉) mogą w ogóle nie mieć strefy, w której dominuje transport radiacyjny – cała materia takiej gwiazdy ulega konwekcji. Sprawia to, że bardzo wydajnie prowadzą syntezę wodoru i są w stanie stabilnie świecić przez czas rzędu miliardów lat, aż zużyją go niemal w całości.

### Gwiazdy o dużej masie
Gwiazdy o masach porównywalnych ze Słońcem mają podobną do niego budowę, z zewnętrzną warstwą konwektywną tym cieńszą, im większa jest masa gwiazdy. Gwiazdy o większej masie (>1,5 M☉) mają konwektywne jądro, podczas gdy w otoczce dominuje transport ciepła na drodze promieniowania. Dla przypadku pośredniej masy, co w ciągu głównym odpowiada typowi widmowemu A, strefa konwektywna może nie występować; wówczas całe wnętrze gwiazdy wymienia ciepło na drodze promieniowania.

## Olbrzymy

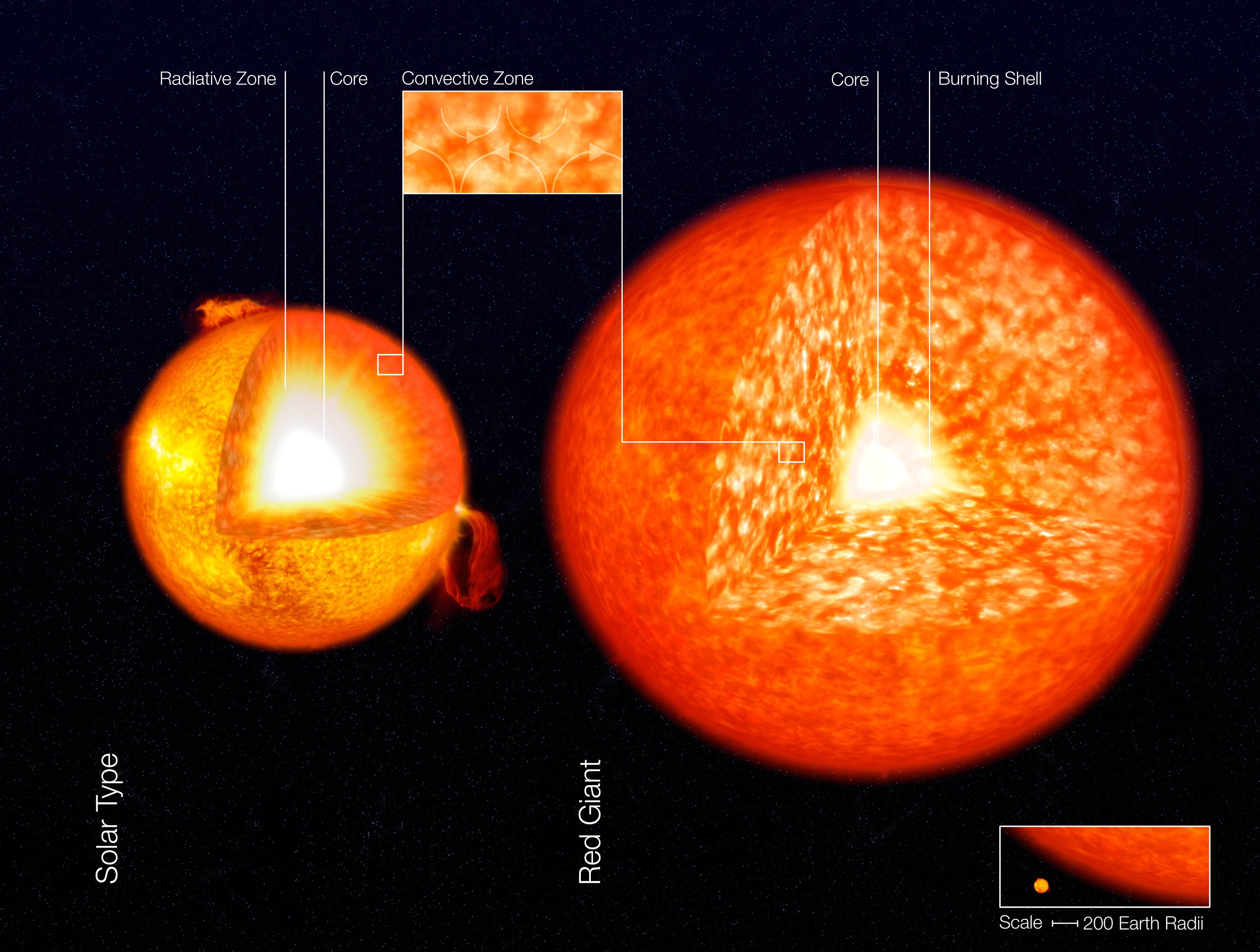
Budowa wewnętrzna gwiazdy ciągu głównego i czerwonego olbrzyma

Wraz z wiekiem gwiazdy wodór, będący paliwem na ciągu głównym, zużywa się. Po zakończeniu syntezy wodoru w jądrze gwiazda opuszcza ciąg główny, w większości przypadków stając się olbrzymem. Taki obiekt ma rozdętą otoczkę o małej gęstości, w której zachodzi konwekcja. Strefa konwektywna olbrzyma może rozrosnąć się do takich rozmiarów, że sięgnie aż do jądra, umożliwiając wyniesienie produktów reakcji jądrowych ku powierzchni. Widmo gwiazdy zyskuje w ten sposób nietypowe linie, przez co gwiazda jest oznaczana jako osobliwa (pec od ang. peculiar). Takie zjawisko jest jednak krótkotrwałe w skali życia olbrzyma. Duże zmiany rozmiarów strefy konwektywnej występują w fazie asymptotycznej gałęzi olbrzymów, kiedy gwiazda podlega tzw. pulsom termicznym. Po zainicjowaniu syntezy helu w węgiel w otoczce jądra konwekcja ma miejsce w warstwie ponad obszarem reakcji jądrowych. Po zakończeniu tego etapu syntezy konwekcja powoduje wymieszanie materii w otoczce, aż do wyniesienia produktów reakcji na powierzchnię (proces ten nosi anglojęzyczną nazwę dredge-up); następnie cykl powtarza się.